# (612145) 2000 CQ104
REDIRECT Liste des planètes mineures (612001-613000)